# 樂滿直城
樂滿 直城（らくまん なおき、1976年3月30日 - ）は、日本の写真家。福岡県出身。苗字の「樂滿」は、一部で「楽（樂）満」と表記されることもある。別名義にLUCKMAN。現在は世界各地で写真撮影を行っている。

## 来歴
工業高校卒業後、建設会社勤務を経て、オーストラリアでのアルバイト生活の中で写真家になることを決意する。オーストラリアでは観光地の記念写真を撮る仕事に従事。帰国後に六本木アートセンターでスタジオマンを経験。2001年から4年間渡辺達生に師事。2005年に独立しフリーとなる。2006年頃から雑誌等のグラビア撮影で活動し、現在も雑誌の表紙・グラビア撮影を中心に活動している。
2007年に「井上真央2007」（井上真央）で自身初の写真集の撮影を手掛けた。
独立10周年を期して、2016年上半期からLUCKMAN名義を併記することが増え、下半期より完全改名。

## 主な作品

### 写真集

#### 樂滿直城名義
- 井上真央：「井上真央2007」（2007年・PPM）
- 安倍なつみ：「Cam on」（2007年・ワニブックス）
- 谷澤恵里香：「7番セカンド ヤザワァー」（2008年・ワニブックス）
- 篠田麻里子：「Pendulum」（2008年・ワニブックス）
- 秋山奈々：「COLOURS」（2008年・スクウェア・エニックス）
- 紗綾：「私立紗綾女子学園中等部」（2008年・講談社）
- 原紗央莉：「ザ・ヌード!! 原紗央莉写真集」（2008年・小学館）
- 鎌田奈津美：「ナツミニッツ」（2009年・竹書房）
- 矢島舞美：「17」、「矢島舞美写真館2008-2010」（2009年、2010年・ワニブックス）
- 池田夏希：「Magical Sexy Tour」（2009年・小学館）
- 谷桃子：「ピーチショック」（2009年・小学館）
- 甲斐まり恵：「TURN」（2010年・学研）
- 桃瀬美咲：「ももみち」（2010年・ワニブックス）
- にわみきほ：「Tropical Rainbow」（2010年・小学館）
- 沖田杏梨：「A-TRIP」（2010年・双葉社）
- 岡井千聖：「千聖」（2010年・アップフロントブックス(現・オデッセー出版)）
- おかもとまり：「もっとグレーゾーン」（2011年・学研）
- 吉川友：「YOU」（2011年・ワニブックス）
- 香西咲：「SAKIRISE」（2011年・双葉社）
- アイドリング!!!
  - 「アイドリング!!!ふぉ〜inグアム」（2011年・学研/藤本和典との共著）
  - 「アイドリング!!!GO↑GO↑」（2012年・スクウェア・エニックス/佐藤佑一との共著）
- 飯田里穂：「『Bulaときめき/飯田里穂』南国フィジーで魅せた、20歳へのステップ!」（2011年・イーネット・フロンティア）
- 小池里奈：「卒業」（2012年・小学館）
- 伊藤りな：「Diary」（2012年・双葉社）
- 井口裕香：「Le chouchou」（2012年・東京ニュース通信社）
- 卯水咲流：「Saryu」（2013年・双葉社）
- 篠崎愛：「ウザイことが多すぎる?」（2013年・集英社「週刊プレイボーイ」デジタル写真集）
- 今野杏南：「あんなカラダ」（2014年・学研マーケティング）
- 石田亜佑美：「shine more」（2014年・ワニブックス）
- 花澤香菜：「遠い口笛」（2014年・東京ニュース通信社）
- 都丸紗也華：「この逸材感、久々」（2015年・集英社「週刊プレイボーイ」デジタル写真集）
- おのののか：「PINUP GIRL'S COLLECTION」（2015年・集英社「週刊プレイボーイ」デジタル写真集）
- 小間千代：「無敵のボディ」（2015年・集英社「週刊プレイボーイ」デジタル写真集）
- ぱいぱいでか美：「彼女の名前は、ぱいぱいでか美」（2015年・集英社「週刊プレイボーイ」デジタル写真集）
- 足立梨花：「瞬きのたび……」（2015年・集英社「週刊プレイボーイ」デジタル写真集）
- 石川恋
  - 「夏よ、終わらないで」（2015年・集英社「週刊プレイボーイ」デジタル写真集）
  - 「LOVE LETTERS」（2016年・集英社）
- 伊藤京子：「Floral」（2015年・ワニブックス）
- 小谷里歩：「蛇口」（2015年・学研パブリッシング）
- 私立恵比寿中学：「EbiTour 2015 in香港～エビ中の世界制服ツアー～」（2015年・東京ニュース通信社/藤本和典、佐藤佑一との共著）
- 久松郁実：「La iku」（2015年・講談社）
- ダレノガレ明美：「ENJO」（2016年・集英社）

#### LUCKMAN名義
- 大川藍：「iamai」（2016年10月21日・講談社）
- 宮本佳林（Juice=Juice）：「Sunflower」（2016年10月21日・ワニブックス）
- 山地まり：「やまもりFカップ」（2017年1月7日・講談社「フライデー」デジタル写真集）
- AKB48れなっち総選挙選抜：「16colors」（2017年1月31日・徳間書店）
- 初美沙希：「さよならの、代わりに…」（2017年4月5日・双葉社）
- 衛藤美彩（乃木坂46）：「話を聞こうか。」（2017年4月25日・講談社）
- あびる李帆：「RIHOLIDAY」（2017年7月26日・双葉社）
- 鈴木咲：「SAKI」（2017年10月25日・ジーオーティー）
- 永尾まりや：「マブイ!まりや。」（2017年10月26日・ワニブックス）
- 大原優乃：「ファーストステップ」（2017年12月1日・講談社「ヤングマガジン」デジタル写真集）
- 菅井友香：「フィアンセ」（2018年6月5日・講談社）
- 橋本梨菜：「RIRIKOI」（2018年9月24日・ワニブックス）
- 久松郁実：「LA」（2018年10月26日・講談社）
- 沢口愛華：「でらあいか」（2019年3月27日・講談社）
- 市川美織：「PRIVATE」（2019年8月7日・玄光社）
- 黒崎レイナ：「麗」（2019年10月10日・ワニブックス）
- 寺本莉緒：「CURIOSITY」（2020年3月25日・講談社）
- 北川莉央（モーニング娘。）：「First Time」(2020年11月12日・ワニブックス）
- あまつまりな：「空蝉〜うつせみ〜」（2020年11月27日・秋田書店）
- 花咲れあ：「はなびら」（2021年4月30日・秋田書店）
- 奈月セナ：「たまゆら」（2021年6月24日・講談社）
- 新井遥：「Far away」（2021年10月6日・講談社）
- わちみなみ：「WM」（2022年4月5日・光文社）
- 兒玉遥：「Stay 25」（2022年11月25日・ワニブックス）
- 宮下玲奈：「透明少女」（2023年3月29日・ジーオーティー）
- 咲田ゆな：「すきだらけ」（2023年9月27日・講談社）
- 山手梨愛：「material」（2023年10月20日・ジーオーティー）
- 桜空もも：「君こそ僕のすべて」(2024年1月26日・徳間書店）
- 早坂ひめ：「First Princess」（2024年4月19日・ジーオーティー）
- 玉田志織：「as is」（2024年4月25日・小学館）
- 桑島海空：「SUMMER OF LOVE」（2024年6月5日・講談社）
- 涼森れむ：「クリプトナイト」（2024年6月21日・徳間書店）
- 花咲姉妹（花咲れあ・花咲のあ）：「化学反応 Wシリーズ」（2024年7月5日・小学館）
- 隅野和奏（NMB48）：「思い出のパズル」（2024年7月16日・KADOKAWA）
- 九野ひなの：「mellow」（2024年7月25日・双葉社）
- 倉木華：「Flower」（2024年9月25日・ジーオーティー）
- 宮崎想乃：「その魔法が解けても…」（2024年10月30日・双葉社）
- 山岡雅弥：「MIYABI blue」（2024年11月29日・講談社）

### フォトブック
- 椿姫彩菜：「C'est ma vie」（2008年・ワニブックス/本多誠との共著）
- 安めぐみ：「まるでいこう」（2010年・講談社）
- つるの剛士：「つるのバランス」（2012年・ソニー・マガジンズ）

### カレンダー
- 山田菜々：「山田菜々 カレンダー 2017」（2016年11月5日・ワニブックス）
- 永尾まりや：「マブイ女 カレンダー 2018」（2017年12月1日・ワニブックス）

### ブログ本
- 仲村みう：「ナカムライフ」（2009年・小学館）

### 単行本
- やなせたかし：「絶望の隣は希望です!」（2011年・小学館）
- アイドリング!!!：「アイドリング!!!のワーキング!!!」（2012年・双葉社/西田幸樹、西條彰仁との共著）

### 雑誌
- スクウェア・エニックス：「ヤングガンガン」
- 講談社：「フライデー (雑誌)」「週刊少年マガジン」
- 光文社：「FLASH」
- 集英社：「週刊プレイボーイ」「ヤングジャンプ」
- 小学館：「サブラ」「週刊少年サンデー」
- 秋田書店：「ヤングチャンピオン」

### その他
- 多田瑞穂：「Purely」（2006年・エイベックス）DVDスチール撮影
- 里中あや：「熱視線」（2006年・エイベックス）DVDスチール撮影
- 大島みづき：「challenge」（2006年・エイベックス）DVDスチール撮影
- 石川さゆり：「40周年記念・石川さゆり音楽会」（2012年・テイチクエンタテインメント）DVDスチール撮影